# Ласло Хорват (футболіст, 1901)
Ласло Хорват (угор. László Horváth, 3 вересня 1901, Шандорфалва — 3 липня 1981, Будапешт) — угорський футболіст, нападник, гравець збірної Угорщини.

## Клубна кар'єра
Свою старшу кар'єру він розпочав у 1921 році в клубі «Керюлеті» з Будапешта.
У 1924—1925 роках виступав у чехословацькому клубі «Маккабі» (Брно), після чого у сезоні 1925/26 він знову грав за «Керюлеті» і з 21 голом він посів друге місце в рейтингу найрезультативніших бомбардирів чемпіонату, поступившись лише Йожефу Такачу. що забив 29 голів.
Восени 1926 року Ласло недовго виступав за «Ференцвароші», провівши 3 матчі і забивши 1 гол, а потім повернувся до «Керюлеті». З цією командою у сезоні 1926/27 з 14 голами він став найкращим бомбардиром чемпіонаті.

## Виступи за збірну
20 серпня 1926 року провів єдиний матч у складі збірної Угорщини в товариському матчі проти Польщі в Будапешті (4:1), де відзначився голом.

## Досягнення
- Найкращий бомбардир чемпіонату Угорщини: 1926/27 (14 голів)